# Рыженко, Наталья Ивановна
Ната́лья Ива́новна Рыже́нко (1 марта 1938, Москва — 19 марта 2010, Москва) — русская советская солистка балета, балетмейстер, кинорежиссёр. Заслуженная артистка РСФСР (1976).

## Биография
По окончании Московского хореографического училища (педагог Суламифь Мессерер), в 1956—1977 годах — в Большом театре. Совершенствовалась под руководством Марины Тимофеевны Семёновой.
На рубеже 1960—70-х годов вместе с В. В. Смирновым-Головановым осуществила ряд постановок в жанре оригинального телевизионного балета, в том числе «Ромео и Джульетту» на музыку П. И. Чайковского с Натальей Бессмертновой и Михаилом Лавровским (1968), «Трапецию» С. С. Прокофьева с Екатериной Максимовой и Владимиром Васильевым (1970), «Озорные частушки» на музыку Р. К. Щедрина (1970).
В 1977—1989 годах — балетмейстер Одесского театра оперы и балета.
Похоронена в Москве на Преображенском кладбище.

## Творчество

### Партии в Большом театре
- Маша — «Щелкунчик», балетмейстер Василий Вайнонен, композитор П. И. Чайковский
- Уличная танцовщица — «Дон Кихот», балетмейстер Александр Горский, композитор Людвиг Минкус
- Фея Сирени, фея Карабос — «Спящая красавица», балетмейстер Мариус Петипа, композитор П. И. Чайковский
- Фрейлина — «Подпоручик Киже», балетмейстер О. Г. Тарасова и Александр Лапаури
- Придворная танцовщица — «Легенда о любви», балетмейстер Юрий Григорович
- Табачница — «Кармен-сюита», балетмейстер Альберто Алонсо, композитор Жорж Бизе
- Бетси — «Анна Каренина», балетмейстер Наталья Рыженко, композитор Родион Щедрин
- Принцесса — «История солдата», балетмейстер Энн Суве, композитор Игорь Стравинский
- Принцесса — «Сказка о солдате и чёрте», балетмейстер Энн Суве, композитор Игорь Стравинский — (другое название балета)
- Наталья Рыженко исполняла главные парии в трёх постановках балета 
Арама Хачатуряна «Спартак»:

| Дата | Партия                        | Хореография     |
| 1958 | Фригия первая исполнительница | Игорь Моисеев   |
| 1962 | Эгина первая исполнительница  | Леонид Якобсон  |
| 1968 | Эгина                         | Юрий Григорович |

### Постановки

#### Театральные
- 1969 — балет «Слуга двух господ», Чулаки. Совместно с Смирновым-Головановым. Нар. театр балета завода «Серп и молот»
- 1972 — балет «Анна Каренина», совместно с М. М. Плисецкой и Смирновым-Головановым. Большой театр
- 1973 — балет «Анна Каренина», Новосибирск
- 1973 — балет «Озарённость» Пахмутовой, Большой театр
- 1974 — балет «Любовь и смерть» на муз. 5-й сонаты Скрябина (посв. памяти К. Я. Голейзовского)
- 1974 — балет «Шутка» Артёмова — Театр им. Станиславского
- 1975 — балет «Мечтатели» (на муз. балетов «Золотой век» и «Болт» Шостаковича) — Театр им. Станиславского
- 1977 — балет «Озарённость» Пахмутовой, Одесса

##### В Одесском театре
- С 1977 — балетмейстер Одесского театра оперы и балета.

Постановки:
- 1977 — «Симфония Революции» на музыку 11-й и 12-й симфоний Шостаковича, совместно со Смирновым-Головановым

возобновила балеты
- 1978] — «Лебединое озеро» (Пётр Чайковский)
- 1979 — «Спящая красавица» (Пётр Чайковский)
- 1979 — «Дон Кихот» (Людвиг Минкус)
- 1979 — «Жизель» (Адольф Адан)
- 1980 — «Конёк-Горбунок»
- 1981 — «Озорные частушки» (Родион Щедрин)
- 1982 — «Маскарад» (Арам Хачатурян)
- 1985 — «Щелкунчик» (Пётр Чайковский)
- 1986 — «Гамлет» (Пётр Чайковский)
- 1986 — «Ромео и Джульетта» (Пётр Чайковский)
- 1986 — «Буря» (Пётр Чайковский)

#### На телевидении
- 1969 — «Ромео и Джульетта» на музыку П. И. Чайковского) (телевизионный балет)
- 1970 — «Трапеция» С. С. Прокофьева (телебалет)
- 1970 — «Озорные частушки» на музыку Родион Щедрин) (телебалет)
- 1972 — «Белые ночи» на музыку А. Шёнберга (телебалет)
- 1972 — «Федра» А. Л. Локшина (телебалет)
- 1972 — «Московская фантазия» на музыку В. П. Артёмова (телебалет)
- 1988 — «Шекспириана» (телебалет)
- 1988 — «Двенадцать» (телебалет)

### Фильмография
- 1972 — «Федра» (Локшин)
- 1972 — «Московская фантазия» (Артёмов)
- 1974 — «Анна Каренина» Балетмейстер, совместно с Смирновым-Головановым
- 1976 — «Туфли с золотыми пряжками» — музыкальная сказка режиссёра Георгия Юнгвальд-Хилькевича
- 1985 — Арам Хачатурян «Маскарад». Хореография Натальи Рыженко, Виктора Смирнова-Голованова. Исполняют Светлана Смирнова, Никита Долгушин[4]
- 1988 — «Гамлет» (Пётр Чайковский) (экранизация)
- 1990 — «Буря» (Пётр Чайковский) (экранизация)
- 1989 — 1990 — «Волшебный мир балета» (Госкино СССР)

## Видео фильм
С 1989 — Наталья Рыженко режиссёр, сценарист и балетмейстер Всесоюзного творческого объединения «Видео-фильм» Госкино СССР.

## Награды и премии
- 1976 — Заслуженная артистка РСФСР
- 2003 — Лауреат Премии «Золотой Арлекин» за работу в балете «Маскарад»

## Сочинения
- 1969 — «Новое амплуа Терпсихоры» - Наталья Рыженко / Наталья Рыженко. — Москва: "Советское радио и телевидение", 1969. — №3 с.
- 1984 — «Основа мастерства. Основа движения» - Наталья Рыженко / Наталья Рыженко. — Москва: "Двенадцать", 1984. — №5 с.